# Васько, Геннадий Иванович
Геннадий Иванович Васько  (укр. Геннадій Іванович Васько; род. 1941) — советский и украинский оперный певец (тенор), Заслуженный артист Татарской АССР (1977).

## Биография
Родился 29 июля 1941 года в посёлке Кияница Сумской области Украинской ССР.
В 1967—1969 годах учился в Харковском институте искусств у Николая Манойло, в 1969—1972 годах — в Одесской консерватории у Ольги Благовидовой.
В 1972—1973 годах Геннадий Васько был солистом Саратовского оперного театра, в 1973—1980 годах — Татарского оперного театра в Казани, в 1980—1993 и в 1995—2004 годах — Национальной оперы Украины. С 1993 по 1995 годы работал в Шлёнской опере во Вроцлаве, Польша.
Среди исполненных партий Васько:
- Андрей («Запорожец за Дунаем» Гулака-Артемовского),
- Кобзарь, Ксёндз («Тарас Бульба» Лисенко),
- Фауст (одноимённая опера Гуно),
- Альмавива («Севильский цирюльник» Россини),
- Ленский («Евгений Онегин» Чайковского),
- Князь («Русалка» Даргомыжского),
- Паолино («Тайный брак[итал.]» Чимарозо)[2],
- Альфред, Герцог, Ричард, Радамес («Травиата», «Риголетто», «Бал-маскарад», «Аида» Верди).